# Pik Konovalovoj
Der Pik Konovalovoj (englische Transkription von russisch Пик Коноваловой Pik Konowalowoi) ist ein Berggipfel im westantarktischen Queen Elizabeth Land. Er ragt südöstlich des Jaburg-Gletschers in den Cordiner Peaks der Pensacola Mountains auf.
Russische Wissenschaftler benannten ihn. Der Namensgeber ist nicht überliefert.